# Leptoperla longicauda
Leptoperla longicauda är en bäcksländeart som beskrevs av Günther Theischinger 1988. Leptoperla longicauda ingår i släktet Leptoperla och familjen Gripopterygidae. Inga underarter finns listade i Catalogue of Life.